# The Guilty
The Guilty är en amerikansk kriminalthrillerfilm från 2021 i regi av Antoine Fuqua.

## Om filmen
Filmen är engelsk nyinspelning av den danska filmen Den skyldige från 2018 i regi av Gustav Möller.
Filmen handlar om en larmoperatör (Gyllenhaal) som mottar ett nödsamtal från en kvinna (Keough), som säger sig ha blivit kidnappad. Kvinnan hinner under samtalet endast ge knapphändiga uppgifter om sin position varför polisen inte finner henne. Larmoperatören bestämmer sig därför för att själv finna kvinnan.

## Rolllista
- Jake Gyllenhaal – Joe Baylor
- Ethan Hawke – Bill Miller
- Riley Keough – Emily Lighton
- Christina Vidal – Denise Wade
- Eli Goree – Rick
- Paul Dano – Matthew Fontenot
- Peter Sarsgaard – Henry Fisher